# Иглообразни
Иглообразните (Syngnathiformes) са разред лъчеперести риби с удължени тела, включващ морските шила и морските кончета. Няколко групи живеят сред морските водорасли и плуват вертикално позиционирани, за да се слеят с тях.

## Описание
Тялото е удължено, покрито с костни пръстени. Опашното стъбло е дълго и изтънява постненно назад. Муцуната е тръбовидно удължена и устата е малка, без зъби. Хрилните отвори са много малки, разположени в задния горен края на хрилните капачета. Има една гръбна перка, съставена само от меки лъчи. Липсва коремна перка, а аналната перка е силно редуцирана или липсва. Гръдните и опашната перка са слабо развити, понякога липсват.
Семейството е представено с множество родове и видове, разпространени в топлите и умерени морета на двете полукълба.
Повечето от морските игли са филотрофни форми. Обитават близката кройбрежна зона и се придържат предимно на каменистото дъно между водната растителност. Известни са само няколко вида, които се държат по-далеч от бреча и водят пелагичен начин на живот.
Характерно за мъжките морски игли е грижата на мъжкия за инкубацията на яйцата. На коремната страна на при половозрелите мъжки се развиват странично две надлъжни коремни дънки, които при род Sygnathus и Hippocampus образуват люпилна торбичка, разположена в постаналната зона. Люпилната торбичка липсва при род Nerophis. В преданалната зона на корема има труднозабележима вдлъбнатина, в която женските индивиди отлагат яйцата си. Яйцата на Sygnathidae са сферични и сравинтелно големи. Жълтъкът е хомогенен, с жълтозелен цвят и различни по големина мастни капки. Яйчената обвивка е дебела и вклейваща. Ембрионалното и постембрионалното развитие, с изключение на род Nerophis, протича в люпилната торбичка. Малките излизат навън почти оформени като възрастните. Различават се от тях най-вече по пропорциите на отделните части на тялото. Само при род Nerophis има свободен ларвен стадий, при който малките се излюпват със запазени ембрионални плавници.
Размножителният им период обхваща пролетно-летните месеци. Хранят се с дребни ракообразни и малки рибки.

## Класификация
Разред Иглообразни
- Семейство Aulostomidae Lacépède, 1803
  - Род Aulostomus Lacépède, 1803
- Семейство Centriscidae Rafinesque, 1810
  - Подсемейство Centriscinae
    - Род Aeoliscus D.S. Jordan & Starks, 1902
    - Род Centriscops T.N. Gill, 1862
    - Род Centriscus Linnaeus, 1758

  - Подсемейство Macroramphosinae
    - Род Macroramphosus Lacepède, 1803
    - Род Notopogon Regan, 1914
- Семейство Fistulariidae Blainville, 1818
  - Род Fistularia Linnaeus, 1758
- Семейство Solenostomidae Bonaparte, 1846
  - Род Solenostomus Lacépède, 1803
- Семейство Иглови (Syngnathidae) Rafinesque, 1810
  - Подсемейство Hippocampinae
    - Род Морски кончета (Hippocampus) Rafinesque, 1810

  - Подсемейство Syngnathinae
    - Род Acentronura
    - Род Amphelikturus
    - Род Anarchopterus
    - Род Apterygocampus
    - Род Bhanotia
    - Род Bryx
    - Род Bulbonaricus
    - Род Campichthys
    - Род Choeroichthys
    - Род Corythoichthys
    - Род Cosmocampus
    - Род Doryichthys
    - Род Doryrhamphus
    - Род Dunckerocampus
    - Род Enneacampus
    - Род Entelurus
    - Род Festucalex
    - Род Filicampus
    - Род Halicampus
    - Род Haliichthys
    - Род Heraldia
    - Род Hippichthys
    - Род Histiogamphelus
    - Род Hypselognathus
    - Род Ichthyocampus
    - Род Idiotropiscis
    - Род Kaupus
    - Род Kimblaeus
    - Род Kyonemichthys
    - Род Leptoichthys
    - Род Leptonotus
    - Род Lissocampus
    - Род Maroubra
    - Род Micrognathus
    - Род Microphis
    - Род Minyichthys
    - Род Mitotichthys
    - Род Nannocampus
    - Род Морски шила (Nerophis) Rafinesque, 1810
    - Род Notiocampus
    - Род Penetopteryx
    - Род Phoxocampus
    - Род Phycodurus
    - Род Phyllopteryx
    - Род Pseudophallus
    - Род Pugnaso
    - Род Siokunichthys
    - Род Solegnathus
    - Род Stigmatopora
    - Род Stipecampus
    - Род Syngnathoides
    - Род Морски игли (Syngnathus) Linnaeus, 1758
    - Род Trachyrhamphus
    - Род Urocampus
    - Род Vanacampus

## В българското черноморие
Във водите на българското черноморие обитават седем вида от родовете Nerophys, Sygnathus и Hippocampus. Те нямат стопанско значение.